# Wappen der Stadt Merseburg
Das Wappen der Stadt Merseburg ist seit 7. Dezember 1998 das offizielle Hoheitszeichen der Stadt Merseburg.

## Blasonierung
Die Blasonierung ist in §2 Abs. 2 der Hauptsatzung der Stadt geregelt und lautet wie folgt:

„In Rot über einer durchgehenden, gezinnten, schwarz gefugten silbernen Rundmauer ein stilisierter silberner Dom mit vier spitzbedachten, golden beknauften Türmen; die mittleren Türme etwas erhöht und belegt mit einem offenen, von einem goldenen Kreuz bekrönten gotischen Kirchenportal mit linearer schwarzer Rosette; die äußeren Türme mit je drei, die mittleren mit je zwei schwarzen Rundbogenfensteröffnungen nebeneinander. Im offenen Portal auf einem Altar mit damaszierter Goldener Decke das golden nimbierte schwarzhaarige Haupt Johannes des Täufers auf einer goldenen Schale.“

## Geschichte
Das Wappen von Merseburg basiert auf einer Siegelabbildung aus dem Jahre 1289, deren Verwendung bereits seit dem Beginn des 13. Jahrhunderts vermutet wird.
Das Wappen wurde im Laufe der Jahrhunderte gestalterisch mehrfach angepasst und überarbeitet, zuletzt 1998.
Die Genehmigung zur Führung des Wappens erfolgte durch den Beschluss des Innenministeriums des Landes Sachsen-Anhalt vom 7. Dezember 1998.

## Abbildungen

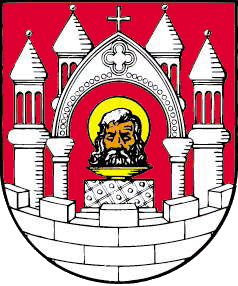
Wappen nach Abbildung auf dem Siegel von 1289
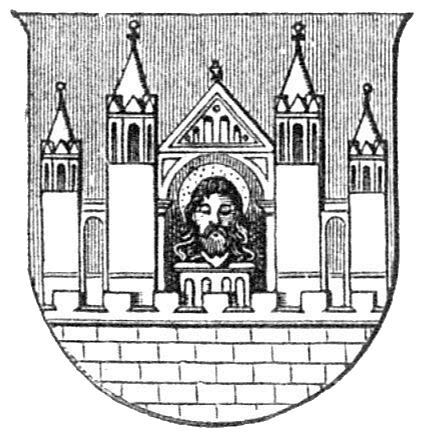
Wappen in Meyers Konversationslexikon von 1905
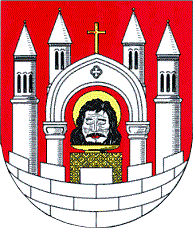
Wappen seit 1998

## Belege
1. ↑  Stadt Merseburg: Hauptsatzung der Stadt Merseburg. 1. Juli 2019, abgerufen am 30. September 2023.